# Estación Centenario (Chile)
Centenario es una antigua estación ubicada en la comuna chilena  de Los Sauces la Región de la Araucanía, que fue parte del subramal Saboya - Capitán Pastene.
- Datos: Q5760637